# Индиана Джонс: В поисках утраченного ковчега
«Искатели утраченного ковчега» (англ. Raiders of the Lost Ark — Похитители утраченного ковчега), также известный, как «Индиана Джонс: В поисках утраченного ковчега» (англ. Indiana Jones and the Raiders of the Lost Ark) — американский приключенческий боевик, снятый в 1981 году режиссёром Стивеном Спилбергом по сюжету, написанному исполнительным продюсером Джорджем Лукасом. Первый фильм серии фильмов о приключениях археолога и искателя приключений Индианы Джонса в исполнении Харрисона Форда. Пятый полнометражный фильм, выпущенный компанией Lucasfilm. Занимает 10-ю строчку в списке 100 самых остросюжетных американских фильмов за 100 лет по версии AFI.
Фильм рассказывает о том, как Джонс, работая по заказу военной разведки США, отправляется на поиски загадочного Ковчега Завета, в которых ему помогают его старый друг Саллах и экс-возлюблённая Мэрион Рэйвенвуд. Он должен добыть ковчег раньше, чем это сделают нацисты и его оппонент, французский археолог Рене Беллок.
Оригинальный фильм имел продолжения: кинофильмы «Индиана Джонс и храм судьбы», «Индиана Джонс и последний крестовый поход» и телесериал «Хроники молодого Индианы Джонса». В 2008 году был продемонстрирован четвёртый фильм о приключениях знаменитого археолога. Последний пятый фильм вышел в 2023 году.

## Сюжет
1936 год. В южноамериканских джунглях археолог Генри «Индиана» Джонс преодолевает наполненный опасностями и ловушками путь в поисках некоего золотого идола из древнего храма. Найдя его, он спасается из храма бегством, убегая от катящегося за ним гигантского каменного шара, однако на выходе он встречает своего давнего соперника, французского археолога Рене Беллока, поджидавшего его вместе с группой вооружённых туземцев. Окружённый превосходящим количеством врагов, Джонс вынужден отдать статуэтку Беллоку, но сам успевает сбежать.
…Вернувшись в университет, в котором преподаёт, профессор Джонс рассказывает о неудаче своему академическому коллеге, Маркусу Броуди (Денхольм Эллиот). Их встреча прерывается появлением двух агентов военной разведки США, которые сообщают Джонсу, что нацисты, охотящиеся за древними оккультными артефактами, разыскивают Абнера Рэйвенвуда, давнего наставника героя. Рэйвенвуд — один из лучших экспертов по древнеегипетскому городу Танис, который был раскопан нацистами и который, по преданию, является местоположением Ковчега Завета. Агенты подозревают Рэйвенвуда в пособничестве Третьему Рейху, однако Джонс говорит, что нацисты ищут Абнера, поскольку тот владеет особым золотым медальоном — наконечником т. н. Посоха Ра, ключевым артефактом, открывающим путь к ковчегу. Сам Индиана в прошлом поссорился с учителем и с тех пор о его местонахождении знает лишь по слухам, последние из которых поступили из далёкого Непала. На вопрос агентов, зачем нацистам мог понадобиться Ковчег, Маркус Броуди отвечает, что сила, таящаяся в Ковчеге, согласно легенде, может сделать непобедимой любую армию, которая понесёт его перед собой.
В поисках старого наставника Джонс отправляется в Непал, но выясняется, что Абнер Рэйвенвуд умер. Это сообщает его дочь, Мэрион (Карен Аллен), ещё совсем молодая женщина, владелица небольшой таверны. Когда-то у юной Мэрион Рэйвенвуд были любовные отношения с учеником её отца, однако крах романа и привёл к распаду дружбы Абнера и молодого Генри. Джонс спрашивает о медальоне, предлагает за артефакт большие деньги, которые помогли бы Мэрион перебраться обратно в Штаты, но обиженная на Инди за прошлое девушка лукавит, говоря, что медальон не при ней, и предлагает зайти к ней завтра. Оставив Мэрион денежный задаток, Джонс в замешательстве уходит, а девушка тем временем вынимает медальон из-под рубашки и взвешивает все «за» и «против»: с одной стороны, медальон — самое ценное наследство, полученное ею от отца, а с другой — единственный шанс выбраться из заснеженного Непала обратно в цивилизацию. Так и не придя к определённому решению, Мэрион вешает медальон за стойку, а в бар тем временем заходит нацистский агент, специалист по пыткам, майор Арнольд Тот в сопровождении нескольких вооружённых громил.
После короткой словесной перепалки нацист, угрожая раскалённым прутом, пытается узнать у Мэрион местонахождение медальона, но тут вмешивается Джонс, который, как оказалось, не совсем ушёл. В ходе драки возникает пожар; охвативший таверну огонь раскаляет медальон настолько, что схвативший его Арнольд Тот получает сильнейший ожог ладони, роняет артефакт и бежит в панике от боли. Таверна Мэрион рушится и сгорает дотла, но девушка успевает забрать медальон и выбежать наружу вместе с Индианой. Не имея более никакого выбора, Мэрион Рейвенвуд соглашается сотрудничать с Джонсом за денежное вознаграждение, которое покрыло бы все её убытки. После двух дней полёта они добираются до Каира, где встречаются с Саллахом, известным египетским раскопщиком и старым другом Индианы. Саллах сообщает им, что знает, где нацисты ищут Ковчег, а их главный консультант — археолог Рене Беллок. Нацистам удалось найти зал с реалистичным макетом Таниса, медальон, водруженный на посох нужной высоты и помещенный в особую точку, может указать место захоронения Ковчега. Саллах отговаривает Индиану от опасной авантюры, суеверно говоря, что Ковчег лучше не тревожить и оставить там, где он покоится. Во время прогулки Мэрион и Инди по городу нацистские агенты похищают Мэрион. Индиана пытается её спасти, но грузовик, в котором была девушка, взрывается.
Индиана впадает в апатию, напиваясь в баре, где с ним встречается Беллок, предлагая ему присоединиться к нацистам и их поискам. Индиана отвергает предложение Беллока. Тем же вечером Саллах и Джонс расшифровывают письмена на медальоне с помощью местного старика-полиглота и понимают, что это ключ к местонахождению Колодца Душ — храма, в котором упокоен Ковчег Завета. Руководствуясь полученными указаниями, они понимают, что ещё есть шанс опередить нацистов, так как те ведут раскопки в неверном месте, пользуясь неполными сведениями: ожог на руке Тота, прикоснувшегося к раскалённому медальону, повторял форму лишь одной стороны медальона, тогда как вся остальная инструкция с критически важными замечаниями была начертана на другой.
Тайком проникнув на место раскопок, Индиана с помощью Саллаха проникает в зал с макетом города и благодаря подлинному медальону находит нужное место для раскопок. Затем он обнаруживает, что Мэрион на самом деле не погибла, а находится в плену у Беллока. Впопыхах объяснив девушке, что пока не может вызволить её, Индиана уходит. Рене Беллок безуспешно пытается по-хорошему узнать у Мэрион намерения Джонса, заигрывая и распивая с ней вино, но она не поддаётся и притворяется пьяной, а потом внезапно выхватывает спрятанный нож и, угрожая им Беллоку, пытается бежать. Однако на её пути возникает Арнольд Тот, но тоже ничего от неё не добивается.
Тем временем Индиана и Саллах, собрав небольшую команду землекопов, начинают рыть в верном месте. Ближе к ночи они обнаруживают каменную крышку скрытого под землёй Колодца Душ. Весь пол храма кишит ядовитыми змеями. Индиана и Саллах спускаются вниз, обнаруживают Ковчег и поднимают его из Колодца, но в этот момент рассветает и их обнаруживают нацисты. Беллок оставляет Джонса в Колодце Душ, а Тот скидывает туда ещё и Мэрион.
Однако Индиана и Мэрион чудом находят выход наружу, появляясь как раз вовремя — они обнаруживают готовый для перевозки ковчега в Берлин самолёт люфтваффе (фантастический бомбардировщик типа «летающее крыло»). После схватки с нацистами самолёт взрывается.
Беллок понимает, что Джонсу удалось спастись и происшествие на аэродроме — его рук дело. Полковник Дитрих решает доставить ковчег усиленной солдатами автоколонной в Каир, а оттуда переправить на корабле в Германию. Украв коня у землекопов, Джонс отправляется в погоню за конвоем, с огромным трудом захватывает грузовик с ковчегом и после погони скрывается на нём.
Тем же вечером Джонс и Мэрион, прихватив Ковчег, покидают Каир на корабле контрабандистов «The Bantu Wind» под командой гостеприимного капитана Саймона Катанги, собираясь доплыть до Англии.
Нацисты разгадывают план Джонса и на следующее утро немецкая субмарина U-26 под командованием Дитриха и Беллока перехватывает судно Катанги. Джонс успевает спрятаться. Солдаты обыскивают корабль и находят Ковчег в грузовом трюме, но, к огромному удивлению капитана, не находят Джонса, после чего приступают к допросу Катанги; капитан импровизирует и заявляет, что якобы убил Джонса за его ненадобностью, а «девчонки» вроде Мэрион пользуются спросом там, куда он плывёт.
Нацисты забирают с собой Мэрион и Ковчег. Индиана же тем временем проникает на подводную лодку, которая взяла курс на тайный островной лагерь нацистов. Украв солдатскую форму и ручной гранатомёт, Джонс преследует Беллока и попадает в изолированный каньон, где нацисты планируют проверить содержимое Ковчега перед тем, как отправить его своему фюреру.
Для открытия Ковчега по настоянию Беллока необходимо было произвести древний еврейский ритуал, на что нацистские офицеры согласились скрепя сердце и с огромным неприятием. Джонс перехватывает конвой с Ковчегом, и, угрожая взорвать Ковчег выстрелом из гранатомета, требует, чтобы Мэрион освободили, но Беллок догадывается, что это лишь блеф (как археолог, тот ни за что не сможет уничтожить величайшее сокровище в истории), и вынуждает Джонса сдаться. На время проведения церемонии открытия Ковчега Мэрион и Джонса привязывают к столбу. Когда Беллок, Дитрих и Тот открывают Ковчег, они не находят внутри ничего, кроме странного святящего песка, однако вскоре оттуда вырываются некие духи, поначалу вселяющие трепет и восхищение, но потом превращающиеся в злобных ангелов смерти. Джонс понимает, что простым смертным нельзя бросать вызов сверхъестественным силам, и предупреждает Мэрион, чтобы та закрыла глаза и ни в коем случае не открывала, что бы ни случилось. Духи, вырвавшиеся из Ковчега уничтожают нацистов и Беллока, а затем проносятся по острову очищающим огненным ураганом, освобождая Джонса и Мэрион от пут, и возвращаются обратно в Ковчег.
…По возвращении в Вашингтон Джонс и Маркус Броуди вновь встречаются с агентами военной разведки и говорят, что Ковчег слишком опасен, но агенты заверяют их, что «лучшие люди» тщательно изучат находку. Раздосадованный Индиана уходит из здания секретной службы рука об руку с Мэрион.
На последних кадрах показано, как Ковчег заколачивают в ящик с надписью «Совершенно секретно» и оставляют на некоем гигантском правительственном складе, буквально забитом тысячами таких же ящиков.

## В ролях
Полный список см. на IMDb.com.
| Актёр           | Роль                       |
| --------------- | -------------------------- |
| Харрисон Форд   | Индиана Джонс              |
| Карен Аллен     | Мэрион Рэйвенвуд           |
| Пол Фримен      | Рене Беллок                |
| Джон Рис-Дэвис  | Саллах                     |
| Рональд Лэйси   | майор Арнольд Тот          |
| Вольф Калер     | полковник Герман Дитрих    |
| Денхолм Эллиотт | доктор Маркус Броуди       |
| Альфред Молина  | Сатипо                     |
| Энтони Хиггинс  | Гоблер                     |
| Вик Таблиан     | Барранка / хозяин обезьяны |
| Джордж Харрис   | капитан Саймон Катанга     |

## Создание

### Сценарий
Идея «В поисках утраченного ковчега» возникла у Джорджа Лукаса сразу после окончания съёмок комедии «Американское граффити». Наткнувшись на постер, на котором главный герой перепрыгивает с лошади на грузовик, Лукас вспомнил, как в юности увлекался просмотром киносериалов 30-х и 40-х годов, таких как «Спай Смэшер», «Сражающийся легион Зорро» и «Дон Уинслоу из морской разведки». На основе этих сериалов Лукас решил снять фильм категории B под названием «Приключения Индианы Смита» про археолога-авантюриста, названного в честь собаки режиссёра породы аляскинский маламут. В это же время Лукас пытался экранизировать сериал «Флэш Гордон», но не смог получить права. Он отложил работу над Индианой Смитом, чтобы снять свою собственную космическую оперу «Звёздные войны».
В 1975 году Лукас познакомился с Филипом Кауфманом. Вместе они обсуждали сюжет фильма в течение трёх недель. При создании образа главного героя Лукас вдохновлялся знаменитыми археологами, такими как Хайрам Бингем, Рой Чепмен Эндрюс и Леонард Вулли. Идея взять за основу фильма Ковчег пришла в голову Кауфману, когда в детстве он ходил к дантисту. Лукас хотел, чтобы Кауфман стал режиссёром, но последний был занят съёмками вестерна «Джоси Уэйлс — человек вне закона». В итоге Лукас отложил работу над проектом в долгий ящик и продолжил писать сценарий к «Звёздным войнам». В мае 1977 года Лукас отдыхал на Гавайях вместе со Стивеном Спилбергом, чтобы избежать возможного кассового провала «Звёздных войн». В отеле Мауна-Кеа Лукас и Спилберг обсуждали свои следующие проекты. Спилберг хотел снять фильм о Джеймсе Бонде, но Лукас предложил ему «Приключения Индианы Смита». Лукас до последнего надеялся, что Кауфман станет режиссёром, но через несколько месяцев стало ясно, что он не сможет участвовать в съёмках, и Лукас попросил Спилберга заменить его.
В качестве сценариста Лукас пригласил Лоуренса Кэздана после прочтения сценария комедии «Континентальный водораздел». В январе 1978 года Лукас, Кэздан и Спилберг собрались в доме ассистента Лукаса в Лос-Анджелесе и обдумывали сюжетную линию фильма пять дней по девять часов. По итогам обсуждений троица придумала несколько идей, среди которых ловушка с огромным каменным шаром; обезьяна в Каире; сцена, в которой Тот обжёг руку, коснувшись медальона; и заключительный кадр, где Ковчег оставляют на правительственном складе. Спилбергу не нравилось имя Индиана Смит и боялся, что оно будет ассоциироваться с Невадой Смитом, роль которого сыграл Стив Маккуин в фильме 1966 года. Тогда Лукас предложил использовать фамилию Джонс. Лукас хотел сделать Джонса мастером кунг-фу и плейбоем, который ведёт роскошный образ жизни благодаря успешным экспедициям. Но Спилберг и Кэздан считали, что две стороны Индианы, археолог и авантюрист, были достаточно сложными. У Спилберга была идея сделать Джонса заядлым игроком или алкоголиком. Лукасу эта идея не понравилась, потому что он хотел, чтобы он был образцом для подражания, «честным, верным и доверчивым».
Пока Спилберг снимал «1941», Кэздан писал сценарий в его офисе. Сценaрий основывaлся на тритменте Лукaсa и рaспечaтке сюжетных совещaний. При написании сценaрия Кэздaн вдохновлялся приключенческими фильмами, в частности «Красная река», «Семь самураев» и «Великолепная семёрка». Кэздан охарактеризовал Индиану как антигероя и археолога, ставшего грабителем могил. Самой трудной задачей Кэздана при написании сценария было показать, как Джонс попадал в опасные ситуации, каким образом он смог их пережить и как он путешествовал из одного места в другое. В августе 1978 года Кэздан закончил свой первый черновик сценария. Сценарий представлял собой историю, действие которой происходит в разных уголках мира, включая Соединённые Штаты, Египет, Грецию и Непал. В первых версиях сценария было вырезано несколько моментов, в частности путешествие в Шанхай; погоня на вагонетках; и сцена, где Джонс с помощью гонга защищается от выстрелов. Позже эти эпизоды были использованы в приквеле «Индиана Джонс и храм судьбы». Работа над сценарием завершилась в декабре 1979 года.

### Подготовка
Лукас хотел самостоятельно финансировать съёмки «В поисках утраченного ковчега», но ему не хватало денег. Компания Lucasfilm предложила проект нескольким голливудским студиям, но они отказывались, в частности, потому что не хотели выделять бюджет в 20 миллионов долларов, а также из-за сделки, предложенной Лукасом. Лукас хотел найти компанию, которая не станет принимать творческие решения и оставит за Лукасом лицензионные права, даже на сиквелы. Многие студии считали условия сделки неприемлемыми. Кроме того, они не хотели звать Спилберга в качестве режиссёра, так как его последний фильм «1941» имел большой бюджет и негативный отклик критиков. Лукас не хотел заниматься проектом без участия Спилберга. Президент Paramount Pictures Майкл Айснер пошёл на компромисс с Лукасом, согласившись на его сделку в обмен на права на сиквелы и строгое наказание за превышение съёмочного графика или бюджета. Гонорар Лукаса составил от 1 до 4 миллионов долларов, а Спилберга — 1,5 миллиона. Также двоим выплатили процент от кассовых сборов.
В качестве продюсера Спилберг пригласил Фрэнка Маршалла, у которого был опыт с низкобюджетными независимыми фильмами. Режиссёр считал, что Маршалл поможет ему уложиться в съёмочный график и бюджет. Также к съёмочной группе присоединились оператор Дуглас Слокомб, художник Норман Рейнольдс и монтажёр Майкл Кан, давний коллега Спилберга. Лукас выступил в качестве режиссёра второй съёмочной группы и исполнительным продюсером фильма. Лукас позвал своего знакомого Ховарда Казанджяна на должность исполнительного продюсера. Также Лукас пригласил своего давнего коллегу Роберта Уоттса в качестве помощника продюсера и менеджера по производству. Paramount утвердила съёмочный график на 85 дней. Но Спилберг втайне от компании договорился вместе с Лукасом и Маршаллом отснять фильм за 73 дня.
Пре-продакшн занял шесть месяцев. Изначально Спилберг хотел потратить год на подготовку, но ему пришлось работать в быстром темпе, чтобы сохранить бюджет. Художники Эд Верро, Дейв Негрон, Майкл Ллойд и Джо Джонстон раскадровали 80 % фильма, сделав около 6000 рисунков. Художникам поручили представить, что должно произойти в сцене, где нацисты впервые открывают Ковчег. В сценарии момент описывался следующими словами: «Они открывают Ковчег, и весь ад вырывается на свободу». Каждый предлагал разные аспекты: духи, пламя и странные световые эффекты. В итоге Джонстон предложил объединить все три.

### Подбор актёров

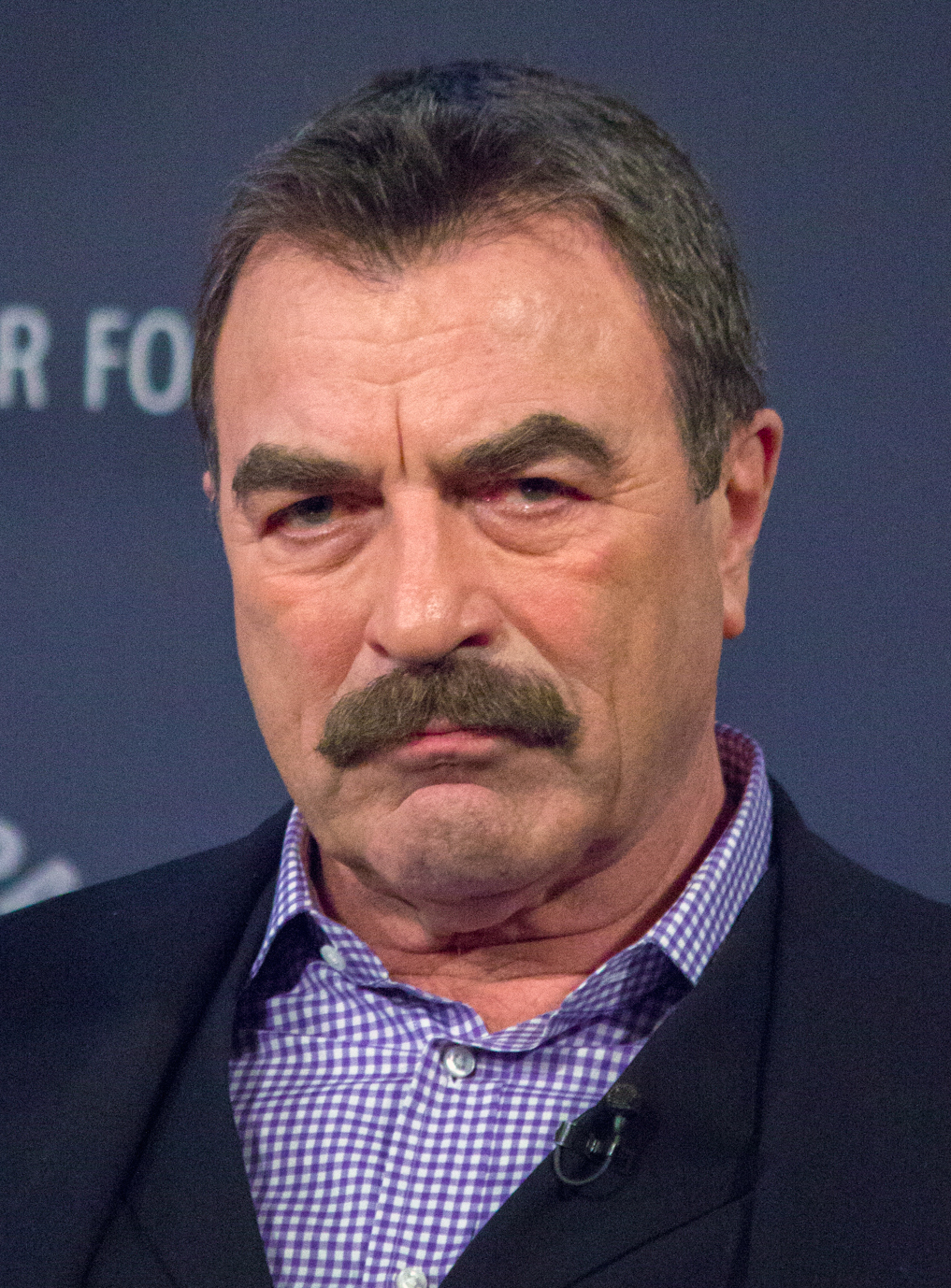
Изначально Индиану Джонса должен был сыграть Том Селлек, но у него был контракт на съёмки в сериале «Частный детектив Магнум»

Лукас хотел, чтобы Индиану Джонса сыграл неизвестный актёр, готовый сняться в трёх частях франшизы. На роль рассматривались Билл Мюррей, Ник Нолти, Стив Мартин, Чеви Чейз, Тим Мэтисон, Ник Манкузо, Питер Койоти, Джек Николсон, Джефф Бриджес, Джон Ши, Сэм Эллиот и Гарри Хэмлин. По мнению кастинг-директора Майка Фентона, наиболее подходящим кандидатом был Бриджес, но жена Лукаса Марсия Лукас предложила Тома Селлека. У Селлека был заключён контракт на участие в сериале «Частный детектив Магнум». Лукас и Спилберг попросили студию CBS освободить Селлека от контракта за 10 дней до съёмок пилотной серии, но CBS успела дать шоу зелёный свет.
Спилберг посмотрел блокбастер «Империя наносит ответный удар» и обратил внимание на персонажа Хана Соло, роль которого исполнил Харрисон Форд. Режиссёр счёл актёра идеальным кандидатом на роль Индианы Джонса. Лукас сомневался, что Форд согласится сыграть заглавную роль сразу в трёх картинах, как и в «Звёздных войнах». Форд подумал, что со Спилбергом ему было бы интересно поработать, и согласился. Актёр договорился, что получит семизначный гонорар, процент от кассовых сборов и возможность переписать диалоги к своему персонажу. Координатор трюков Гленн Рэндалл несколько недель учил Форда пользоваться кнутом, чтобы обезоружить Человека-обезьяну (Вик Тэблиан).
На роль Мэрион Спилберг искал женщину, похожую на актрис начала 20-го века, таких как Айрин Данн, Барбара Стэнвик и Энн Шеридан. Лукас предлагал Дебру Уингер, а Спилберг — свою подругу Эми Ирвинг. Также рассматривались Стефани Цимбалист, Барбара Херши и Шон Янг. Спилберг обратил внимание на Карен Аллен, когда посмотрел комедию «Зверинец». Во время прослушиваний актриса поразила режиссёра своим профессионализмом. Одним из первых вопросов, которые Спилберг задал Аллен, было: «Насколько хорошо ты плюёшься?». Аллен придумала для Марион предысторию о том, что случилось с её матерью, какие были отношения с Джонсом, когда Марион было 15-16 лет. Но Спилберг сказал, что её рассказ относится к другому фильму. Имя Мэрион Кэздан взял в честь бабушки своей жены, а фамилию Рэйвенвуд — в честь улицы Лос-Анджелеса.
Спилберг взял Пола Фримена на роль Беллока после того, как заметил его в докудраме «Смерть принцессы». Также на роль пробовались Джанкарло Джаннини и Жак Дютрон. Дэнни Де Вито должен был сыграть Саллаха, но актёр не смог принять участие из-за занятости на съёмках в ситкоме «Такси». Кроме того, агент Де Вито требовал большой гонорар. Тогда роль Саллаха досталась Джону Рис-Дэвису, которого Спилберг заметил в мини-сериале «Сёгун». Рональду Лэйси досталась роль Тота, потому что для Спилберга актёр был похож на Петера Лорре. Изначально Тота мог сыграть Клаус Кински, но он отказался в пользу хоррора «Змеиный яд», где ему предложили хороший гонорар.

### Съёмки
Съёмки начались 23 июня 1980 года в Ла-Рошели, Франция. Там снимали сцены с участием нацистской субмарины, специально для которых Лукас арендовал ту же подводную лодку, что позже будет использована Вольфгангом Петерсеном в фильме «Лодка». Дальше съёмочная группа переместилась в Эльстре, Англия, где сняли большинство сцен с Колодцем Душ, баром Мэрион и сцены в подземелье для начала фильма.
Затем команда направилась в Тунис, который служил заменой Египту. Появление Саллаха снимали в Кайруане. Там же была снята одна из самых знаменитых сцен фильма, в которой Джонс убивает размахивающего мечом ассасина. Эта сцена была полностью придумана на съёмочной площадке. Изначально она планировалась как сложный фехтовальный поединок, в котором Джонс с помощью хлыста противостоял фехтовальщику с мечом. Часть этой сцены была отснята и показана в одном из ранних трейлеров фильма. Но съёмки шли очень сложно и утомительно, причиной чему были стоявшая тогда рекордная для Туниса жара и дизентерия, которой заболел Форд. В какой-то момент Форду это надоело и он сказал Спилбергу: «А почему бы мне просто не пристрелить засранца?». Спилбергу эта идея понравилась и он вырезал из сценария сцену с поединком и снял короткую перестрелку, показанную в фильме.
Открывающие фильм кадры были сняты в Кауаи, на Гавайях, а вашингтонские сцены — в здании муниципалитета Сан-Франциско. Тихоокеанский Университет выступил в роли колледжа, где преподавал Джонс, а сцены у Индианы дома были сняты в Сан-Рафаэле (Калифорния). Спилберг сумел снять фильм всего за 73 дня, что было намного меньше запланированного графиком. Финальные сцены в Вашингтоне были включены в фильм почти случайно, поскольку изначально сценарий фильма не описывал, чем окончатся отношения Инди и Мэрион. Короткая сцена, в которой показывают панораму Вашингтона, фактически позаимствована из фильма-катастрофы 1975 года «Гинденбург». В декорациях «Колодца Душ», на расписанной иероглифами стене за Ковчегом среди «письменности древних» нарисованы два робота — C3PO и R2D2. Более мелкие их изображения имеются на алтаре, поддерживающем Ковчег.
«Мы знали, что работаем над фильмом категории „Б“. В нём не было особой изощренности», — отмечал Х. Форд. — «Это приключения, это плод воображения. Что мне больше всего нравится в главном герое, так это веселье, которое мы можем передать зрителям».

## Саундтрек
Оригинальное музыкальное сопровождение к «Искателям утраченного ковчега» было написано композитором Джоном Уильямсом и стало одним из самых узнаваемых саундтреков, благодаря легендарному «Маршу Искателей» (англ. The Raiders March), который стал символом всего, что связано Индианой Джонсом. Изначально Уильямс написал две различные версии «Марша Искателей», из которых Спилберг выбрал ту, которую мы знаем сейчас. Саундтрек содержал и другие примечательные мелодии: величественную и таинственную «Тему Ковчега» (англ. Ark Theme), мелодию, связанную с Мэрион, а также громкий и пафосный «Нацистский Марш» (англ. Nazi March). Саундтрек был номинирован на премию «Оскар», но уступил награду электро-синтетическим композициям Вангелиса к фильму «Огненные колесницы».

## Критика
«В поисках утраченного ковчега» вызвал широкое признание критиков и зрителей. Национальный совет кинокритиков США и рецензент Винсент Кэнби включили блокбастер в десятку лучших фильмов года. Кэнби назвал ленту одним из самых смешных и стильных американских фильмов из когда-либо снятых. Роджер Эберт назвал «В поисках утраченного ковчега» серией невероятных приключений, вдохновлённых и прославляющих детские истории, рассказанные в комиксах и фильмах. Критик сделал вывод, что картина стала коммерчески успешной благодаря единственной цели — создать приключенческую эпопею в духе «Звездных войн», фильмов о Джеймсе Бонде и Супермене. В своей рецензии Артур Найт из The Hollywood Reporter отметил, что непрерывный поток острых ощущений помог фильму развиваться в устойчивом темпе. По словам Стивена Клейна из Variety, блокбастер успешно сочетает в себе элементы боевика, комедии и саспенса.
Ричард Шикель описал «В поисках утраченного ковчега» как фильм, который снял бы Уолт Дисней, будь он ещё жив. Стэнли Кауфманн раскритиковал картину за то, что Спилберг решил сделать упор на ностальгии и придерживаться старых фильмов вместо того, чтобы придумать что-то новое. По мнению Полин Кейл, Лукас и Спилберг мыслили как маркетологи, снимая фильм для широкой аудитории. Обозревательница полагала, что после провала «1941» Спилберг начал осторожно относиться к своим будущим проектам, но в случае с «В поисках утраченного ковчега» режиссёр добился того же результата, что и в предыдущей работе. Для Дэйва Кера постоянный рывок между сценами казался однообразным. Кроме того, рецензент раскритиковал повествование, в котором Индиане Джонсу приходилось неоднократно выбирать между спасением Ковчега и своей любовницы.

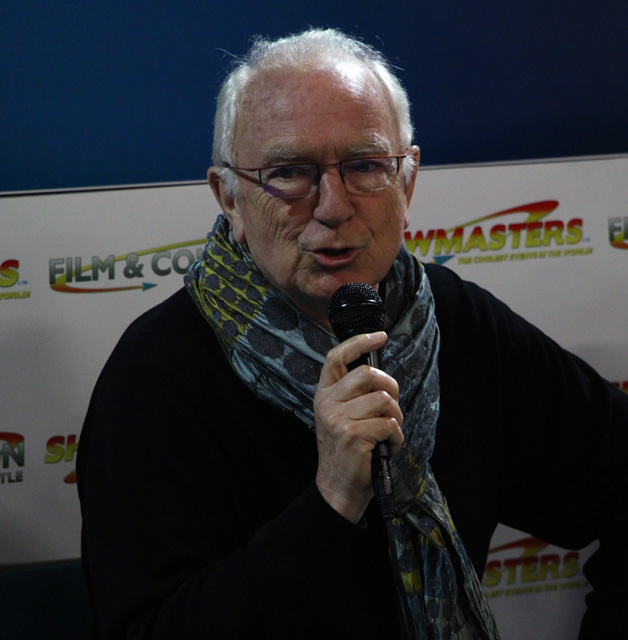
Полин Кейл отдельно похвалила Пола Фримена за сцену, где муха залетела ему в рот.

Игра актёров было хорошо оценена. По мнению Эберта, забавные и необычные персонажи вывели фильм за рамки технических достижений. Вместо того, чтобы вновь играть Хана Соло, Форд воссоздал образ молчаливого и упрямого персонажа в духе Хамфри Богарта из «Сокровища Сьерра-Мадре». Клейн назвал игру Форда захватывающей, что стало важным событием в карьере актёра. «Мистер Харрисон и мисс Аллен — очаровательная и жизнерадостная пара», — отмечал Кэнби. Найт был поражён тем, что Мэрион не оказалась идиоткой, когда звезда мужского пола оказалась в опасности. Среди всех актёров Кейл отдельно выделила Фримена, особенно за сцену, где муха залетела ему в рот. Фримен в шутку назвал её отзыв лучшим в своей карьере. Персонажа Тота в исполнении Лэйси Клейн называл одним из самых оскорбительных нацистских стереотипов, увиденных в кино со времён Второй мировой войны. Однако он похвалил игру Рис-Дэвиса и Эллиотта.
Некоторые обозреватели назвали сцену с открытием Ковчега одним из лучших спецэффектов фильма. Найт считал, что художники заслуживают особой награды за свою работу. Кэнби сравнил сцену Ковчега с кульминацией «Близких контактов третьей степени». Эберт назвал погоню за грузовиком одной из лучших сцен, которые он когда-либо видел, и поставил её на второе место между триллерами «Буллит» и «Французский связной».

### Награды и номинации

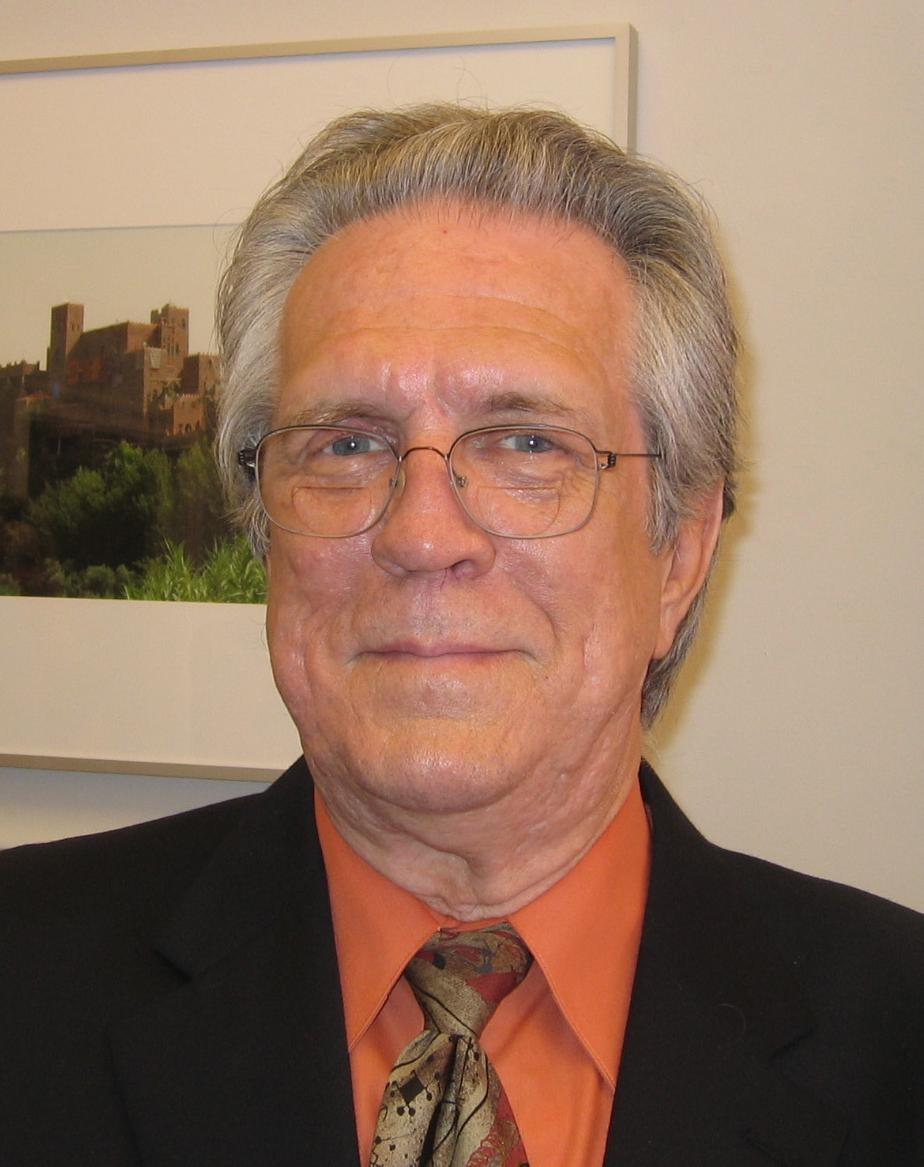
Ричард Эдлунд получил премию «Оскар» и «Сатурн» за визуальные эффекты фильма.

На 54-й церемонии вручения премии «Оскар» «В поисках утраченного ковчега» получил пять наград: «Лучшая работа художника-постановщика» (Норман Рейнольдс, Лесли Дилли и Майкл Форд); «Лучший монтаж» (Майкл Кан); «Лучший звук» (Билл Вэрни, Стив Маслоу, Грегг Лэндакер и Рой Шарман); «Лучший монтаж звуковых эффектов» (Бен Бёртт и Ричард Л. Андерсон) и «Лучшие визуальные эффекты» (Ричард Эдлунд, Кит Уэст, Брюс Николсон и Джо Джонстон). Фильм удостоился ещё четырёх номинаций: «Лучший фильм»; «Лучшая режиссура»; «Лучшая операторская работа» и «Лучшая музыка к фильму».
На 39-й церемонии «Золотой глобус» картине досталась одна номинация «Лучшая режиссёрская работа». На 9-й церемонии «Сатурн» «В поисках утраченного ковчега» одержал победу в семи номинациях: «Лучший фэнтези-фильм», «Лучший киноактёр» (Форд), «Лучшая киноактриса» (Аллен), «Лучшая режиссура», «Лучшая музыка» (Уильямс), «Лучший сценарий» (Кэздан) и «Лучшие спецэффекты» (Эдлунд). Спилберг получил номинацию на премию Гильдии режиссёров Америки за лучшую режиссуру — Художественный фильм. 35-я церемония BAFTA принесла блокбастеру статуэтку за лучшую работу художника-постановщика (Рейнольдс) и ещё шесть номинаций: «Лучший фильм»; «Лучшая мужская роль второго плана» (Эллиотт); «Лучшая музыка к фильму»; «Лучшая операторская работа»; «Лучший монтаж» и «Лучший звук» (Чарман, Бёртт и Билл Вэрни). Также фильм получил номинацию на «Грэмми» за лучший саундтрек, People’s Choice Awards за «Любимый фильм», «Хьюго» за лучшую постановку и Гильдии сценаристов США за «Лучший оригинальный сценарий».